# Loureiro (Samos)
Loureiro (llamada oficialmente Santa María de Loureiro) es una parroquia y una aldea española del municipio de Samos, en la provincia de Lugo, Galicia.

## Organización territorial
La parroquia está formada por diez entidades de población:

### Entidades de población
Entidades de población que forman parte de la parroquia:
- Castro de Lourido
- Freituxe
- Lamartín
- Loureiro
- Lourido Pequeno
- Roxofrei
- Vilaceite

### Despoblados
Despoblados que forman parte de la parroquia:
- Lulle
- Ribas
- San Fiz

## Demografía

### Parroquia
| Gráfica de evolución demográfica de Loureiro (parroquia) entre 2000 y 2024 |
|                                                                            |
| Datos según el nomenclátor publicado por el INE.                           |

### Aldea
| Gráfica de evolución demográfica de Loureiro (aldea) entre 2000 y 2024 |
|                                                                        |
| Datos según el nomenclátor publicado por el INE.                       |